# Moskiewska Fabryka Śmigłowców im. Michaiła Mila

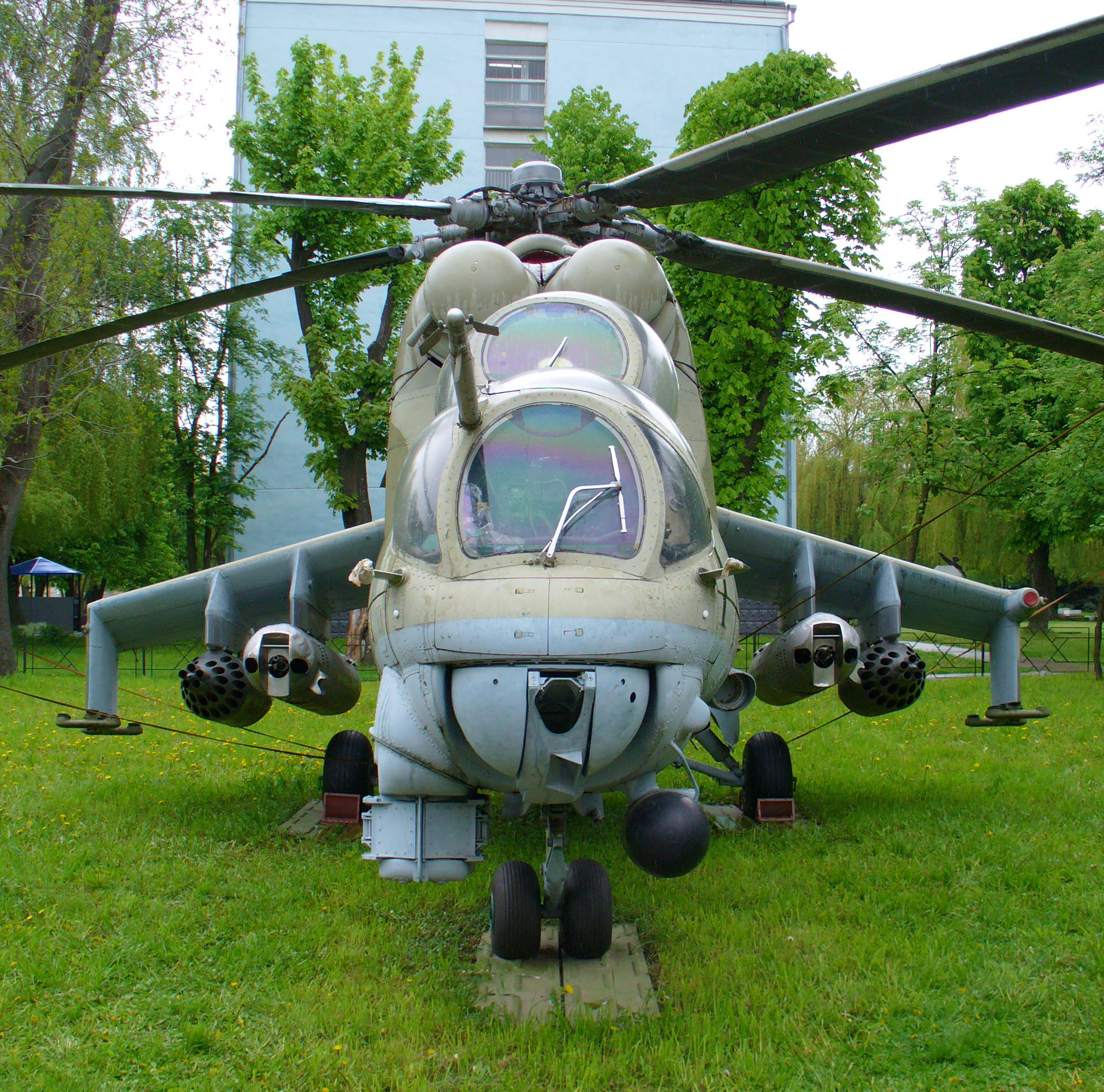
Mi-24V

Moskiewska Fabryka Śmigłowców im. Michaiła Mila (Московский вертолётный завод имени М. Л. Миля) – rosyjski producent śmigłowców Mi, założony w 1947 r. w Związku Socjalistycznych Republik Radzieckich. Fabryka wzięła nazwę od konstruktora Michaiła Mila. Fabryka ma siedzibę w miejscowości Tomilino.
W 2020 roku fabrykę Mil połączono z fabryką Kamow, tworząc przedsiębiorstwo o nazwie Национальный центр вертолётостроения имени М. Л. Миля и Н. И. Камова (Narodowe Centrum Budowy Śmigłowców imienia M.L. Mila i N.I. Kamowa). НЦВ им. М. Л. Миля и Н. И. Камова (w skrócie; NCW im. M.L. Mila i N.I. Kamowa) projektuje Mi i Ka. Wchodzi w skład holdingu (Wiertoloty Rossii) powstałego w 2007 roku.

## Śmigłowce Mil
- Mi-1, 1948 – lekki wielozadaniowy
- Mi-2, 1965 – lekki wielozadaniowy
- Mi-3

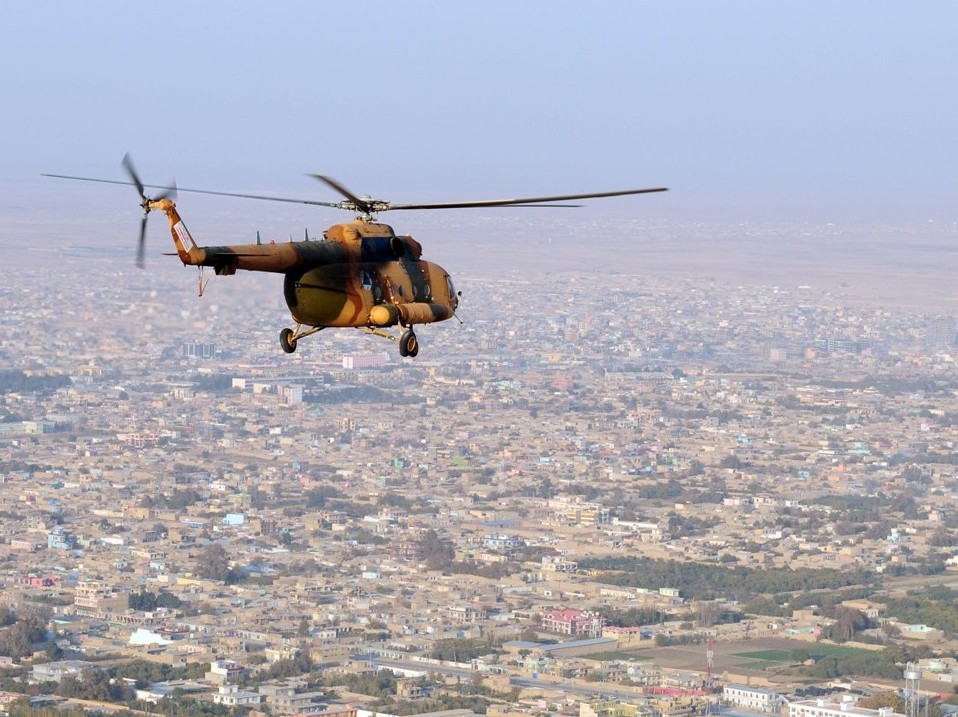
Mi-17 nad Afganistanem

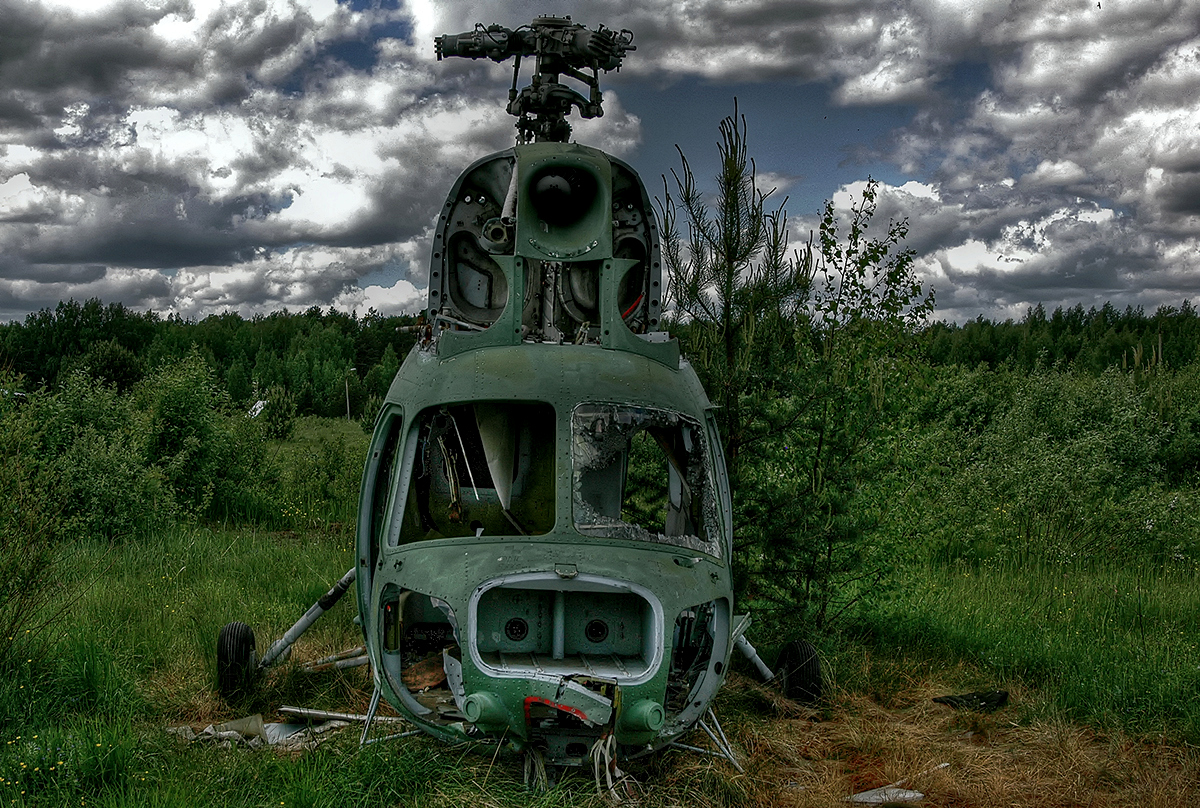
wrak Mi-2

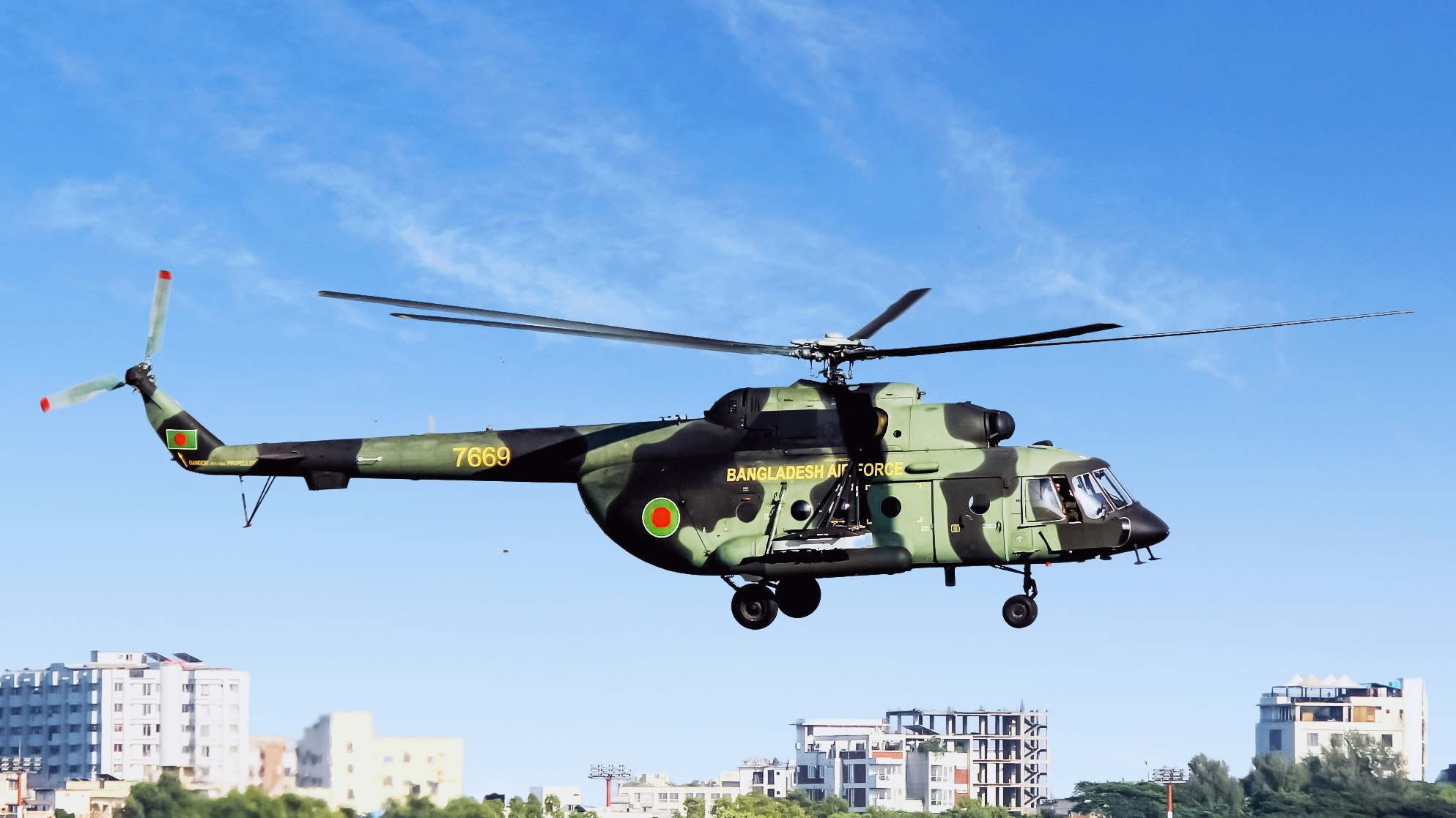
Mi-171 należący do sił zbrojnych Bangladeszu

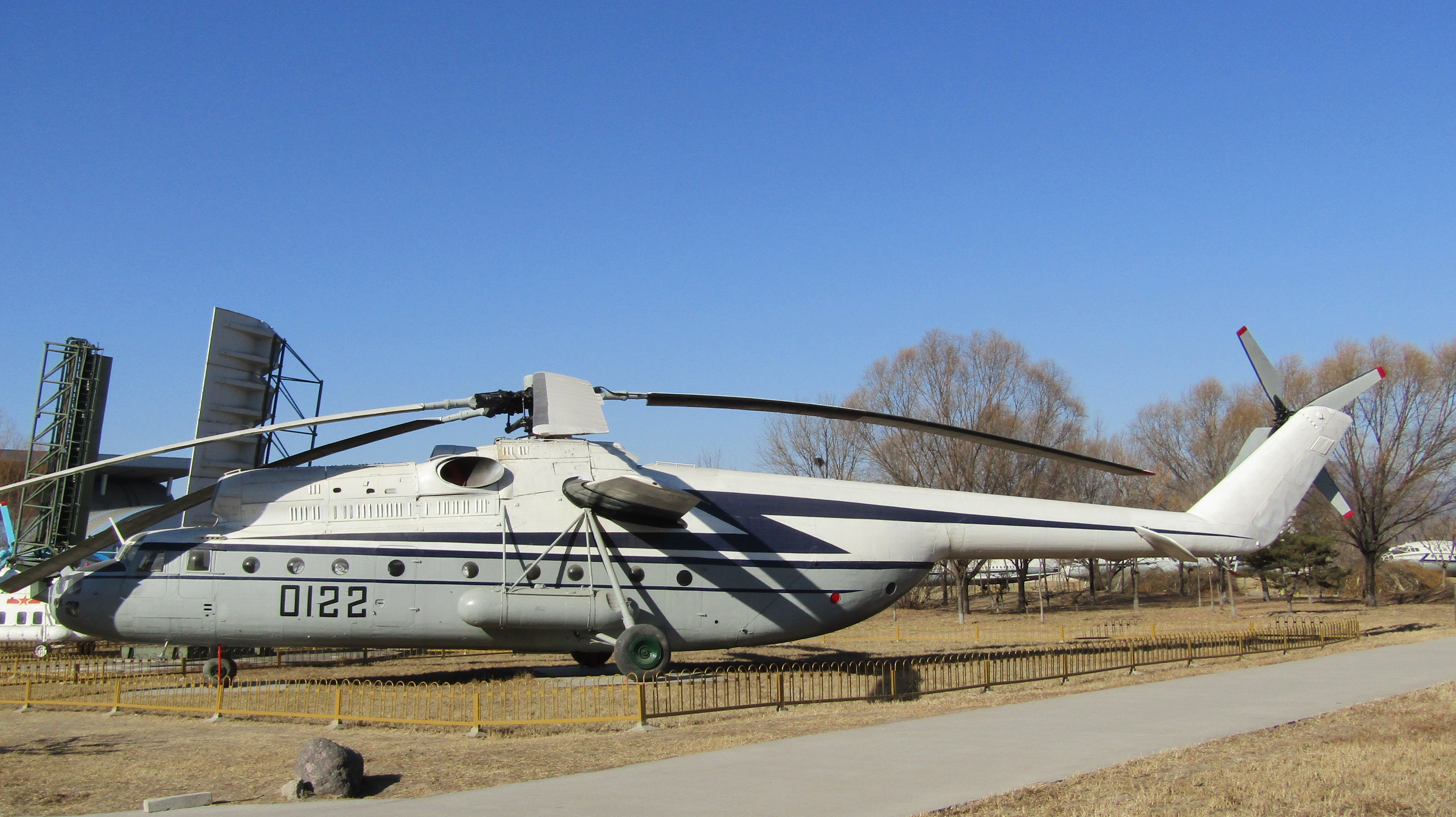
Mi-6 w chińskim muzeum lotnictwa

- Mi-4, 1955 – transportowy, zwalczanie łodzi podwodnych
- Mi-6, 1957 – ciężki, transportowy
- Mi-8, 1968 – wielozadaniowy
- Mi-10 – latający dźwig
- Mi-12, znany także jako W-12, prototyp największego helikoptera świata
- Mi-14, 1978, zwalczania okrętów podwodnych
- Mi-17, 1974, transportowy
- Mi-18, prototyp
- Mi-20, super lekki
- Mi-22, w planach
- Mi-24, 1978, ciężki śmigłowiec szturmowy
- Mi-25, eksportowa wersja Mi-24
- Mi-26, najcięższy helikopter świata
- Mi-28, 1984, bojowy
- Mi-30, w planach, VTOL
- Mi-32, ciężki
- Mi-34, 1986, lekki
- Mi-35, eksportowa wersja Mi-24
- Mi-36, niezrealizowany projekt
- Mi-38, 2000 – wielozadaniowy, Euromil
- Mi-40, w planach
- Mi-42, w planach
- Mi-44, w planach
- Mi-46, w planach
- Mi-54, w planach
- Mi-60, w planach